# 因特拉肯 (新澤西州)
因特拉肯（英語：Interlaken）是位於美國新澤西州蒙茅斯縣的自治市鎮。

## 人口
根據2020年美國人口普查的數據，因特拉肯的面積為1.01平方千米，當中陸地面積為0.86平方千米，而水域面積為0.15平方千米。當地共有人口828人，而人口密度為每平方千米820人。